# El Símbolo
El Símbolo, argentinsk musikgrupp.

## Historik
Francisco Fernández Madero(Frank Madero) skapade TNN (The New Nation) ihop med Ramón Garriga under tiden de studerade på San Gabriel high school. 1993 släppte TNN dance version av den traditionella mexikanska sången La Cucamarcha som blev en hit även i europa 1994. Under året 1994 träffade de gitarristen José Javier Puerta(Tote Puerta) och sångaren Soledad López och bildade bandet El Símbolo.